# Графиня Маркевич
Констанс (Констанція) Джорджина ні Ґор-Бут (ірл. Constans née Gore-Booth, 1868–1927), у шлюбі графиня Маркевич (англ. Constance Georgine Markievicz) — ірландська революціонерка, суфражистка, політична діячка та художниця. Активістка ірландського національно-визвольного руху, була в лавах організацій Шинн Фейн та Фіанна Файл, що боролись за свободу Ірландії, брала участь в організації Великоднього повстання в 1916 році. Перша жінка, обрана до Британського парламенту в палату Громад від ірландської партії Шинн Фейн. Перша жінка, яка отримала посаду у міністерстві — була міністеркою праці Ірландської республіки у 1919–1922 роках.

## Походження
Констанс Джорджина ні Ґор-Бут народилася в Лондоні 4 лютого 1868 року старшою дочкою ірландського дослідника і шукача пригод Генрі Ґор-Бута — V баронета, поміщика, що мав маєток в Ліссадель (графство Слайго). Під час голоду 1879–1880 років батько організував безкоштовне харчування для голодуючих. Його приклад надихав дочок: Констанс Джорджина ні Ґор-Бут та її сестра Єва все життя займались проблемою допомоги бідним і боротьбою з бідністю. Сестри були подругами дитинства ірландського поета Вільяма Батлера Єйтса, що часто відвідував маєток Ліссадель. Єйтс присвячував сестрам вірші, писав про них: «Дві дівчини в шовкових кімоно і з поглядом газелі…». Пізніше Єва Ґор-Бут брала участь у феміністичному русі, за право голосу для жінок.

## Шлюб і рання політична діяльність
Констанс Джорджина ні Ґор-Бут вирішила стати художницею. На той час в Ірландії тільки одна художня школа в Дубліні брала на навчання дівчат-студенток. У 1892 році вона вступила в школу мистецтв Слейд Скул в Лондоні. Тоді ж вона почала громадську діяльність — вступила до лав об'єднання, що боролося за виборче право для жінок — Союз жіночих товариств за виборче право (NUWSS). Пізніше вона переїхала до Парижа і вступила до престижної Академії Жуліана, де зустріла графа Казимира Маркевича (пол. Kazimierz Dunin-Markiewicz). Він був художником з багатої польської родини, яка володіла землею в селі Животівка, нині в Україні. Його перша дружина померла в 1899 році, і він одружилився з Констанс в Лондоні 29 вересня 1900 року, і так вона стала графинею Маркевич. Вона народила дочку Мейв у маєтку Ліссадель в листопаді 1901 року. Дитина виховувалась бабусею і дідусем Ґор-Бут. Графиня Маркевич також взяла на себе роль матері Станіслава, сина Казімєжа від першого шлюбу. Він потім супроводжував Констанс Джорджина Маркевич і Казімєжа до Ірландії. Чоловік вирішив повернутися до Польщі для боротьбу за незалежність Польщі. Під час Великоднього повстання графиня Маркевич користувалася зброєю, отриманою в подарунок від чоловіка.
Маркевичі оселилися в Дубліні в 1903 році та мали чисельних знайомих, спілкування в артистичних та літературних колах, де графиню Маркевич вважали цікавою пейзажисткою. У 1905 році разом з Сарою Пейсер, Натіелем Гоуном Молодшим, Волтером Осборном, Джоном Батлером Єйтсом – сином Вільяма, Констанс Маркевич заснувала Клуб Спілки Митців з метою зібрати творчу ірландську інтелігенцію. Спілкуючись у колах творчої інтелігенції вона зустрілась з діячами Гельської ліги, що була заснована Дуґласом Гайдом — майбутнім президентом незалежної Ірландії. Формально аполітична і створена для збереження ірландської (гельської) мови та культури ліга зібрала разом багатьох ірландських патріотів. Сара Персер, яку сестри Ґор-Бут вперше зустріли в 1882 році, коли вона отримала замовлення намалювати їх портрети, Утримувала салон, де збирались разом артисти, письменники, поети та інтелектуали різних націоналістичних партій. У домі Персер Маркевич зустрілась з революційно налаштованими патріотами — такими як Майкл Девітт, Джон О'Лірі та Мод Ґанн. У 1906 році Маркевічі орендували маленький котедж на околиці Дубліна. Попередній орендар котеджу, Патрік Колум, лишив у ньому старі номери журналу «Селяни та Шин Фейн». Цей революційний журнал друкував матеріали про необхідність звільнення Ірландії від панування Великої Британії. Читання цього журналу спонукало графиню Маркевич до активних дій.
Вже починаючи з 1908 року графиня Маркевич брала активну участь в ірландській національно-визвольній боротьбі. Вона вступила до лав Шинн Фейн та організації «Дочки Ірландії» (ірл. — Inghinidhe na hÉireann) — жіночого ірландського революційного руху, що був заснований актрисою Мод Ґанн — музою В. Б. Єйтса. Разом з Мод вона брала участь у виставах у Театрі Абатства, що відіграв значну роль в ірландському відродженні. У тому ж році вона брала участь у русі суфражисток в акціях проти обрання Вінстона Черчилля в Парламент під час додаткових виборів у північно-західному Манчестері, їздивши по виборчій окрузі управляючи старовинною каретою, що була запряжена чотирма білими конями. Коли якийсь чоловік-критикан запитав її чи вона може приготувати вечерю, вона відповіла: «Так, а ви могли б проїхати на кареті з чотирма конями?» (Гра слів — фраза означали «знайти можливість знехтувати закон»). У компанії проти Черчилля брала участь Єва Ґор-Бут та її подруга Естер Ропер. Черчилль програв ці вибори Вільяму Джойнсону-Хіксу.
У 1909 році Констанція Маркевич заснувала національну скаутську організацію «Герої Ірландії» (Fianna Éireann), де хлопчиків і дівчаток вчили володіти зброєю та життю в польових умовах. Патрік Пірс вважав створення цієї організації важливим етапом для створення спілки «Ірландських добровольців» у 1913 році.
Вперше Констанція Маркевич кинули за ґрати у 1911 році за виступ на демонстрації (чисельністю більше 30 000 учасників), що була організована Ірландським республіканським братством (Irish Republican Brotherhood) як протест щодо візиту короля Великої Британії Георга V в Ірландію. Маркевич роздавала листівки, брала участь у знищенні портретів короля та королеви, спалила величезний британський прапор, що зняли з Ленстер-гаус. Її подруга Гелена Молоні (Helena Molony) була заарештована і стала першою жінкою, що була кинута за ґрати за участь у політичних демонстраціях з часів «Жіночої земельної ліги» («Ladies Land League»).
Констанція Маркевич вступила в лави Ірландської громадянської армії, яку організував і очолив Джеймс Конноллі, загонів добровольців, створених у відповідь на Дублінський локаут 1913 року, для захисту робітників-демонстрантів від поліцейських. Констанція Маркевич щиро співчувала робітникам і селянам Ірландії попри свій аристократичний титул. Вона набирала добровольців для роботи на кухнях і їдальнях, де безкоштовно годували бідних і знедолених. Для допомоги цим їдальням вона продала всі свої коштовності. Також силами організації «Дочки Ірландії» (Inghinidhe na hÉireann) вона організувала безкоштовну їдальню для школярів з бідних сімей.
Констанція Маркевич взяла участь в операції «Howth gun-running» — важливій операції щодо постачання зброї «Ірландським добровольцям». 26 червня 1914 року навантажена зброєю яхта «Асґард» (Asgard) ввійшла в бухту Гоут, де її зустріли бійці «Ірландської громадянської армії», яких, власне, очолювала Констанція Маркевич. У цій операції брали участь Балмер Гобсон (Bulmer Hobson), Даррелл Фіггіс (Darrell Figgis), Падар Кірні (Patrick Heeney), Томас мак Дона (Thomas MacDonagh).

## Великоднє повстання
У 1913 році Казимир Маркевич поїхав на територію нинішньої України і вже не повертався в Ірландію. Констанція Маркевич брала участь у Великодньому повстанні у лавах Ірландської громадянської армії.
Констанція Маркевич розробила уніформу для солдат і написала гімн. Вона отримала чин офіцера Ірландської громадянської армії, що дозволили їй впливати на рішення і право носити зброю.
Лейтенант Маркевич під час повстання була помічником командира Майкла Малліна (Michael Mallin) під час боїв в Сант-Стівенс-Ґрін. Вона керувала будівництвом барикад, брала участь у перестрілці і поранила британського снайпера. Вона особисто пошила прапор для повстання, який підняли на поштампом — центром повстання. Не вистачало тканини, тоді вона пошила прапор з зеленої скатертини і написала на ньому гірчицею «Ірландська республіка».
Маркевич та Маллін і загони під їх командою героїчно тримали оборону 6 днів і склали зброю тільки тоді, коли їм показали копію капітуляції, яку підписав керівник Повстання Патрік Пірс. Прийняв капітуляцію британський капітан Віллер (Wheeler), що був родичем Маркевич.
Полонені повстанці були відправлені у Дублінський замок, а Констанція Маркевич до в'язниці Кілмейнем. Констанцію — єдину з 70 ув'язнених жінок кинули в одиночну камеру. На трибуналі, що відбувся 4 травня 1916 року, Констанція Маркевич не визнала себе винною в «участі в військовому заколоті, що виявляв підтримку супротивнику» і заявила трибуналу, що «здійснене мною я вважаю правильним і не буду міняти своєї точки зору». Їй винесли смертний вирок, але потім генерал Максвелл замінив його на пожиттєве ув'язнення.
Графиню Маркевич перевезли до в'язниці Маунтджой (Mountjoy Prison), звідти в англійську тюрму Олсбері (Aylesbury Prison) в червні 1916 року. У 1917 році вона була звільнена в результаті оголошеної амністії для учасників Великоднього повстання. Приблизно тоді ж вона перейшла в католицьку віру — католицизм в ірландії був теж формою протесту проти британського панування.

## Перший Дойл
У 1918 році Констанція Маркевич знову потрапила за ґрати за участь в акціях проти військового набору ірландців до британської армії. На загальних ірландських виборах у 1918 році Констанція Маркевич перемогла свого супротивника Вільяма Філда (William Field) і стала одним з 73 депутатів парламенту від партії Шинн Фейн. Таким чином вона стала першою жінкою обраною в палату Громад Британського парламенту. Але вона не брала участь в засіданні парламенту Великої Британії — її колеги — ірландці обрані до парламенту легально зібрались у Дубліні і проголосили незалежність Ірландської республіки і утворення Першого Дойлу — парламенту вільної Ірландії. У цей час Констанція Маркевич перебувала в тюрмі Голловей (Holloway Prison), тому на засіданні Першого Дойлу відмітили, що вона «інтернована армією ворога». На виборах 1921 року Маркевич переобрали в Другий Дойл.
Констанція Маркевич була обрана міністром праці Ірландії і перебувала на цій посаді з квітня 1919 по січень 1922 року. Таким чином, вона стала першою жінкою-міністром в Ірландії (другою в Європі).

## Громадянська війна та Фіанна Файл

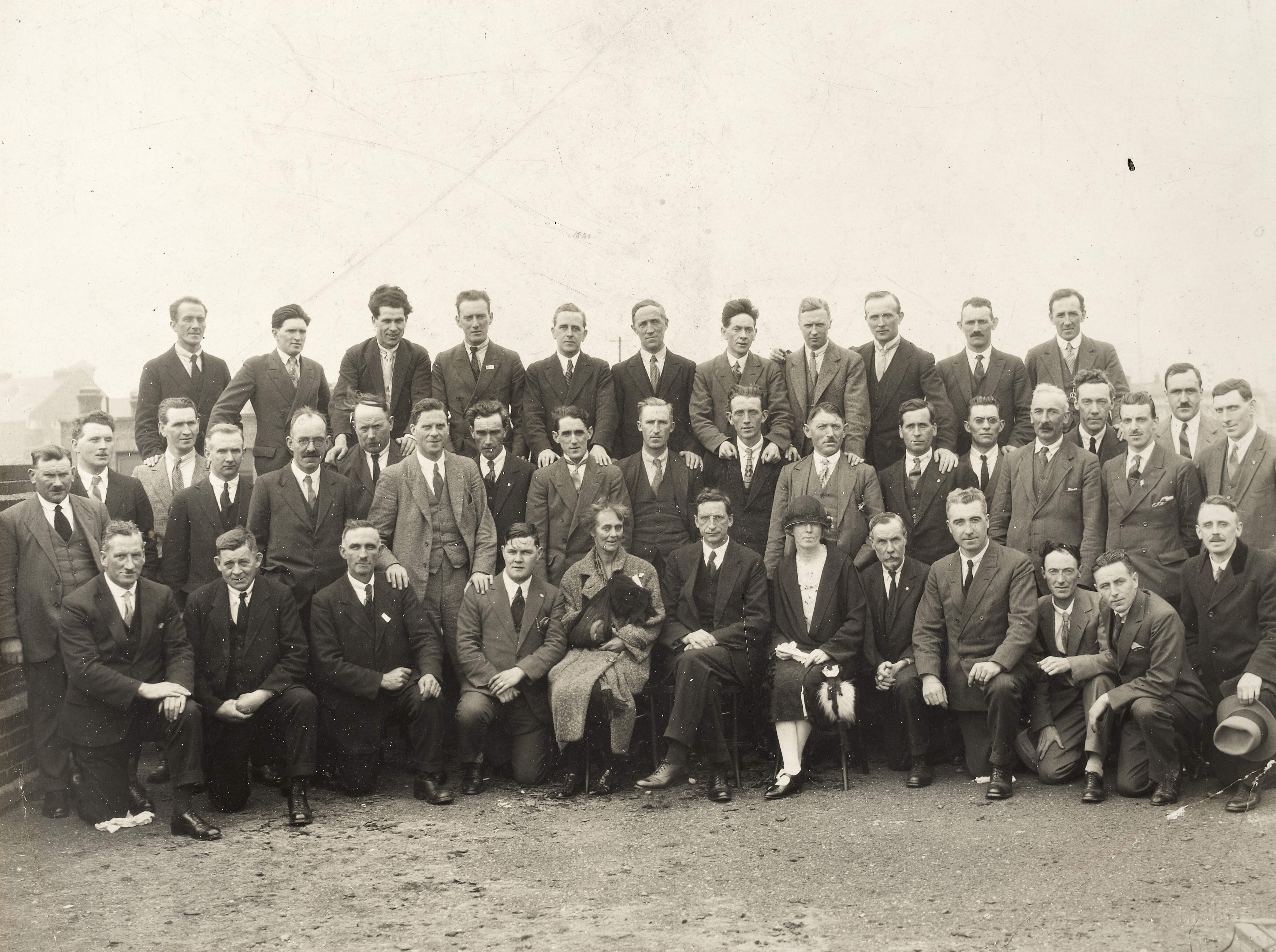
Члени ірландської політичної партії «Фіанна Файл» у 1927 році. Констанція Маркевич у першому ряду, п'ята зліва

Після підписання англо-ірландського договору, згідно якого Ірландія була розділена і вільна частина лишалася залежною від Великої Британії, в Ірландії почалась громадянська війна між прихильниками і противниками договору. Разом з Еймоном де Валера Констанція Маркевич виступила проти договору з Великою Британією і вийшла з уряду Ірландії у 1922 році. Під час громадянської війни брала участь у боях за Дублін. Після поразки противників договору змушена була виїхати до Сполучених Штатів. У 1923 році була обрана в парламент Ірландії від дільниці Південний Дублін. Але разом з іншими республіканцями не зайняла своєї посади в знак протесту. Її вперта боротьба за республіку спричинила те, що її знову кинули за ґрати. У тюрмі вона разом з іншими 92 в'язнями оголосила голодування. Через місяць була випущена на свободу.
Маркевич вступила в Фіанна Файл («Солдати Долі») з часу її заснування і була головою на зборах новоствореної партії в 1926 році. У червні 1927 року Констанція Маркевич ввійшла в П'ятий Дойл як депутат від Фіанна Файл, але через 5 тижнів після цього Констанція Маркевич померла від сухот. Похована на кладовищі Гласневін. Прощальну промову виголосив Еймон де Валера — лідер Фіанна Файл.
Як сказав Ірландський письменник Шон О'Кейсі: «В її серці був надлишок мужності. Воно було вкрите нею як крицею.»

## Вшанування в Україні
У 2008 році у будинку культури села Животівка відкрився музей, присвячений Костанс та Казимиру. Відкриття відвідали Фійона Кокрейн (очільниця фундації допомоги дітям Чорнобиля) та Патрік Квіґлі (нащадок подружжя та автор книжок про них). 
Український переклад вірша Єйтса про сестер Маркевич зробив О. Мокровольский (2004):
ПАМ’ЯТІ ЕВИ ҐОР-БУТ І КОН МАРКЕВИЧ (1933)
Вечірня сутінь, Ліссадель,
Розчинені на південь вікна...
Двох юнок пригадаю звично —
Красуні! А одна —ґазель...
Та літнього вінця жорстоко
Скубе осіння вихроверть:
Суд старшу засудив на смерть,
Помилування... Й одиноко
Існує, змови затіва.
Ну, а про що молодша мріє?
Якусь утопію леліє...
А посивіє голова,
То й буде образ тих політик.
Знайду —гадав собі не раз —
Котрусь із двох, і ми на час
Вдамося до невинних пліток
Про вечір той, про Ліссадель:
Той стіл і ті, на південь, вікна,
Та юна мова, люба, звична...
Красуні дві... Одна —ґазель...
Вже ж ви пізнали, любі тіні,
Усю даремність боротьби
За справедливість для юрби.
Усі вродливиці й невинні
Не мають інших ворогів,
Крім часу. Встаньте, попросіте,
Щоб сірниками час ловити
Я став —хоч би і до півнів
Червоних... А тоді втікайте.
Нехай присудять мудреці:
Шпиль збудували ми, творці!
Я запалю —лиш попрохайте...